# Битва под Пловцами
Би́тва под Пло́вцами (пол. Bitwa pod Płowcami) произошла между войсками Королевства Польского под командованием короля Владислава Локетка и Тевтонского ордена под командованием кульмского комтура Отто фон Люттенберга, маршала Дитриха фон Альтенбурга, великого комтура Отто фон Бондорсфа (нем. Otto von Bonsdorf) и Генриха фон Рёйсса, состоявшаяся 27 сентября 1331 года около Пловцев в Куявии. Битва состояла из двух сражений, итогом первого стал разгром орденского арьергарда, во втором успех сопутствовал крестоносцам.

## Битва
Войско крестоносцев состояло примерно из 7000 воинов. Ещё до битвы оно было разделено на три отряда, основная часть под командованием Люттенберга выдвинулась из Радзеюва на Брест-Куявский с целью овладеть им в кратчайший срок. Польская армия под командованием Владислава Локотка и его сына Казимира состояла приблизительно из 5000 человек.

### Первая фаза
Первым в контакт с крестоносцами вступил авангард польской армии под командованием старосты великопольского Винцента Шамотульского. Столкновение с арьергардом Ордена под командованием Дитриха фон Альтенбурга оказалось неожиданным для обеих сторон, так как в день битвы стоял густой туман, а по словам немецкого хрониста, «всё было слышно, но ничего не было видно».
Для идентификации своих воинов Локоток ввёл пароль «Краков» (этот же пароль будет использован польской кавалерией во время Грюнвальдской битвы). Имея трёхкратное преимущество в количестве войск, поляки окружили арьергард Ордена, спрятав часть войска в лесу. В свою очередь маршал Альтенбург приказал войскам укрыться за цепью повозок (то есть вагенбургом). Полякам помог случай: пронзённая стрелой лошадь, на которой сидел тевтонский знаменосец, брат Иван, упала. В руке Иван держал большое орденское знамя с чёрным золочённым крестом. Хотя с самим воином ничего не случилось, не было возможности поднять упавший флаг, прочно прикреплённый к седлу. Внезапное исчезновение знамени, которое использовалось для дачи приказов и служило ориентиром в битве, вызвало панику в рядах крестоносцев. Плотный строй распался и отряд Альтенбурга был разбит. Сам он был сильно ранен в лицо и взят в плен. В битве были убиты многие высокопоставленные члены Ордена, комтуры: великий Отто фон Бондорсф, эльбинский Герман фон Оэттинген (Herman von Oettingen) и данцигский Альберт фон Оер — всего было убито 56 братьев-рыцарей.

### Вторая фаза
Отряд Альтенбурга был уничтожен, однако это был ещё не конец битвы. Получив информацию о битве, основная часть орденской армии, ранее выступившая на Брест-Куявский, была развёрнута. Вторая фаза битвы оказалась более удачной для крестоносцев: рыцари отбили большую часть пленных и обоза, а также вернули большое орденское знамя.

## Итоги
В польском плену осталось более 40 братьев-рыцарей, в том числе Генрих фон Рёйсс. Крестоносцы взяли в плен около 100 известных польских рыцарей и множество простых воинов. Общие потери составили около 4000 человек, Орден потерял около трети своего войска, большие потери понесли поляки. Несмотря на успех, Люттенберг решил начать отступление к Торну. Вывод армии из Польши означал прекращение кампании.
По Длугошу, король Владислав приказал своему сыну Казимиру выйти из битвы, так как потеря наследника была более опасна, чем поражение в отдельной битве. Между тем, отдельные источники утверждают, что королевич бежал с поля боя во время второй фазы сражения.

## Память

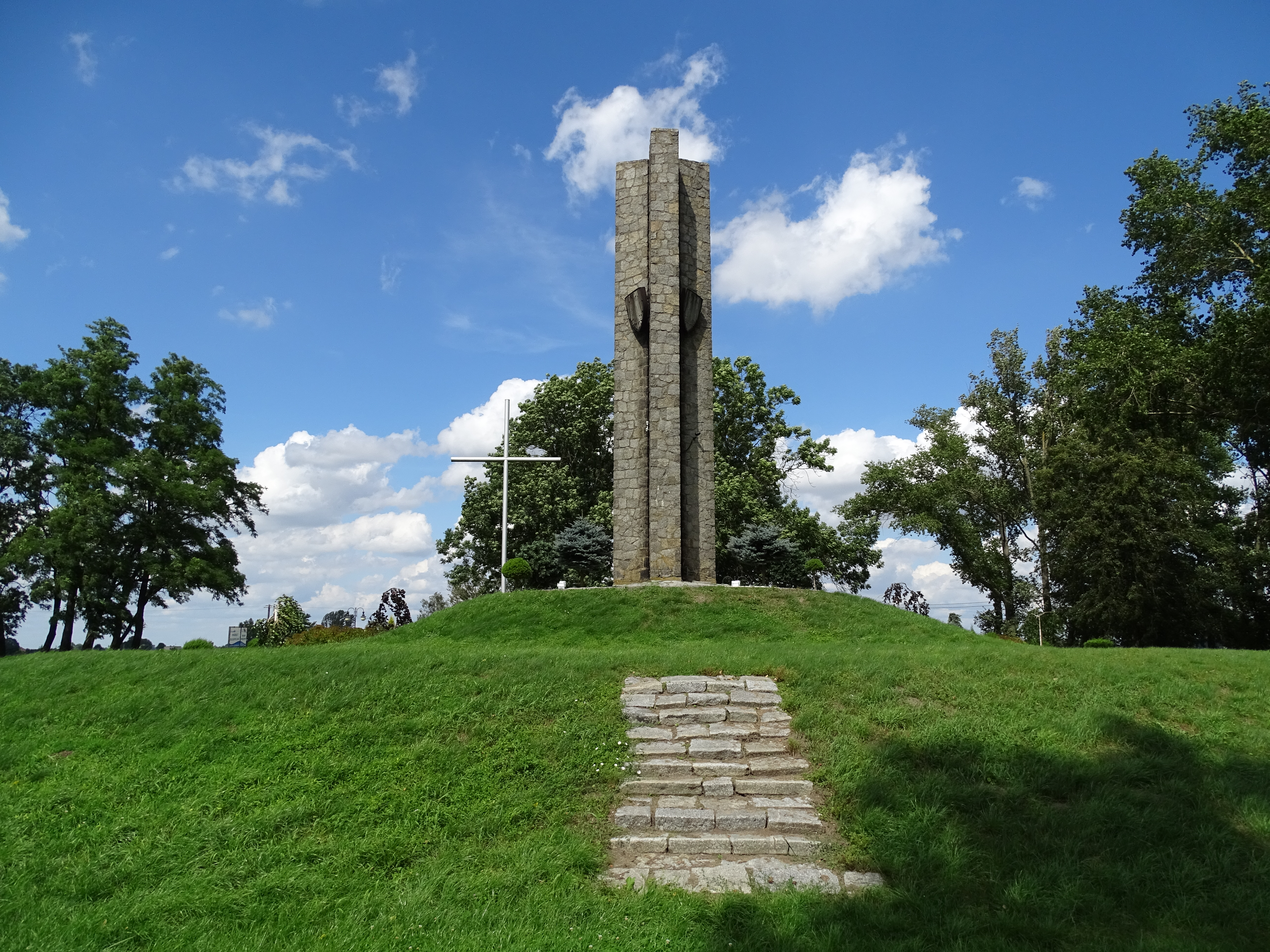
Памятник на месте битвы, Пловцы

В честь битвы названы некоторые объекты в Польше, например, улица Битвы под Пловцами (пол. ul.Bitwy pod Płowcami) в Гданьске и Сопоте.